# Back to the Egg
| 전문가 평가                    | 전문가 평가 |
| 평가 점수                      | 평가 점수   |
| 출처                           | 점수        |
| ------------------------------ | ----------- |
| AllMusic                       | [ 1 ]       |
| Christgau's Record Guide       | C           |
| The Essential Rock Discography | 5/10        |
| MusicHound Rock                | [ 4 ]       |
| Q                              | [ 5 ]       |
| The Rolling Stone Album Guide  | [ 6 ]       |
| Smash Hits                     | 6/10        |

《Back to the Egg》는 영국과 미국의 록 밴드 윙스의 일곱 번째이자 마지막 스튜디오 음반으로, 1979년 6월, 영국의 팔로폰과 북미의 컬럼비아 레코드 (레이블로는 처음)에서 발매되었다. 크리스 토머스가 공동 프로듀싱한 이 음반은 밴드 리더 폴 매카트니가 뉴 웨이브와 펑크 같은 현대 음악 트렌드를 포용하는 모습을 반영하며, 새로운 윙스 멤버 로렌스 주버와 스티브 홀리의 등장을 알렸다. 《Back to the Egg》는 워킹 밴드라는 아이디어를 중심으로 느슨한 개념적 주제를 채택하고 있으며, 이 음반의 탄생은 투어 복귀와 여러 텔레비전 및 영화 프로젝트 작업을 포함한 그룹의 상당한 활동 시기와 맞물려 이루어졌다.
《Back to the Egg》는 대다수의 비평가들로부터 부정적인 평가를 받았으며, 《롤링 스톤》 매거진은 이 음반을 "최근 기억에서 가장 무서운 똥 가방"이라고 조롱했다. 이 음반은 전 세계 톱 10에 진입하고 미국에서 플래티넘 인증을 받았지만, 특히 매카트니가 CBS 소유의 컬럼비아 레코드와 체결한 관대한 재정 조건을 고려할 때 이전 윙스 음반에 비해 상업적 실패로 여겨졌다. 싱글 〈Old Siam, Sir〉, 〈Getting Closer〉, 〈Arrow Through Me〉 중 오직 〈Getting Closer〉만이 영국 또는 미국에서 톱 20에 올랐다. 더 후, 레드 제플린, 핑크 플로이드와 같은 밴드의 게스트 뮤지션들과 함께 녹음한 이 곡 〈Rockestra Theme〉은 1980년 그래미 어워드에서 최고의 록 기악 연주 부문에서 수상했다.

## 배경
1978년 음반 《London Town》이 발매된 후, 윙스 밴드의 리더 폴 매카트니는 전직 멤버인 조 잉글리시와 지미 맥컬록을 대신해 드러머 스티브 홀리와 리드 기타리스트 로렌스 주버라는 두 명의 세션 뮤지션을 고용했다. 1971년 윙스가 결성된 이후 여섯 번째로 선보이는 새로운 라인업으로, 매카트니는 1975~76년 성공적인 Wings Over the World tour 이후 처음으로 로큰롤 음반을 녹음하고 투어에 복귀할 계획이었다. 또한 매카트니는 상업적 권리를 소유한 《루퍼트 베어》 만화 시리즈를 영화화하려는 오랜 계획을 실현하고자 했으며, 영국 극작가 윌리 러셀에게 윙스 주연의 장편 영화를 의뢰했다.
홀리와 주버는 1977년 주버가 하우스 밴드에서 기타리스트로 활동하던 시절 《데이비드 에섹스 쇼》에 게스트로 출연했던 윙스의 공동 창립자이자 기타리스트인 데니 레인에 의해 영입되었다. 레인의 이웃인 홀리는 《London Town》의 리드 싱글 〈With a Little Luck〉의 홍보 영상에 출연하기 위해 윙스와 함께 시간을 맞춰 합류했으며, 이후 엘튼 존의 밴드에서 자리를 거절했다. 윙스의 전기 작가인 게리 맥기에 따르면, 주버와 홀리는 각각 매카트니, 그의 아내 린다 (밴드의 키보디스트), 그리고 레인에게 지급된 주급의 5분의 1도 안 되는 급여를 받았다고 한다.
새 음반 《Back to the Egg》를 위해 매카트니는 프로듀서 크리스 토머스와 스튜디오에서 협업했다. 그는 윙스의 마지막 월드 투어인 《Wings Over the World》와 영화 개봉작인 《락쇼》 (1980년)의 오디오 작업을 함께 시작했다. 이는 1973년 조지 마틴이 프로듀싱한 싱글 〈Live and Let Die〉 이후 윙스가 외부 프로듀서와 함께 녹음한 첫 번째 음반이었다. 프리텐더스와 섹스 피스톨즈와 함께 작업한 후, 토머스는 윙스의 사운드에 펑크 록과 뉴 웨이브 영향을 가져왔으며, 이는 현대 음악 트렌드를 반영하려는 매카트니의 열망과 일치한다.

## 커버 아트
이 음반의 커버 아트 디자인은 힙노시스가 맡았으며, 이 회사는 앞서 《Venus and Mars》 (1975년)와 최근작 《Wings Greatest》 (1978년) 등 윙스의 여러 음반 커버를 제작한 바 있다. 앞면 커버는 윙스의 다섯 멤버가 한 방 안에서 바닥의 열린 해치 너머 우주 공간과 지구를 내려다보는 모습을 묘사하고 있다. 그들 뒤 벽난로 위에 놓인 조각상은 《Wings Greatest》의 커버 아트에도 등장했던 동일한 오브제다. 이 사진은 사진작가 존 쇼가 런던 스튜디오에서 촬영한 것이다. 뒷면 커버에는 멤버 각자의 사진이 실렸으며, 이 사진들은 린다 매카트니와 폴 매카트니가 촬영한 것으로 표기되어 있다.

## 곡 목록
모든 곡들은 특별한 언급이 없는 한 폴 매카트니에 의해 작사/작곡하였다.
| #  | 제목                          | 작사·작곡 | 재생 시간 |
| -- | ----------------------------- | --------- | --------- |
| 1. | 〈Reception〉                 |           | 1:08      |
| 2. | 〈Getting Closer〉            |           | 3:22      |
| 3. | 〈We're Open Tonight〉        |           | 1:28      |
| 4. | 〈Spin It On〉                |           | 2:12      |
| 5. | 〈Again and Again and Again〉 | 데니 레인 | 3:34      |
| 6. | 〈Old Siam, Sir〉             |           | 4:11      |
| 7. | 〈Arrow Through Me〉          |           | 3:37      |

| #  | 제목                               | 재생 시간 |
| -- | ---------------------------------- | --------- |
| 1. | 〈Rockestra Theme〉                | 2:35      |
| 2. | 〈To You〉                         | 3:12      |
| 3. | 〈After the Ball / Million Miles〉 | 4:00      |
| 4. | 〈Winter Rose / Love Awake〉       | 4:58      |
| 5. | 〈The Broadcast〉                  | 1:30      |
| 6. | 〈So Glad to See You Here〉        | 3:20      |
| 7. | 〈Baby's Request〉                 | 2:49      |

## 인증
| 국가                       | 인증        | 판매량/출하량 |
| -------------------------- | ----------- | ------------- |
| 일본 (오리콘 차트)         | —           | 74,000        |
| 캐나다 (뮤직 캐나다)       | 2× 플래티넘 | 200,000^      |
| 영국 (BPI)                 | 골드        | 100,000^      |
| 미국 (RIAA)                | 플래티넘    | 1,000,000^    |
| ^출하량을 기반으로 한 인증 |             |               |